# Lev Ojotín
Lev Pávlovich Ojotín (en ruso: Лев Павлович Охотин) (Chitá, Imperio ruso; 1911-1948) fue un miembro del Consejo Supremo del Partido Fascista Ruso, fundado por exiliados en Manchuria.

## Biografía
Ojotín nació en Chitá, dentro de una familia militar. En 1916 su padre, el porúchik P. Ojotín, murió. Su madre, Nadezhda, se casó con un jefe de sección de la policía de Chitá, Aleksandr Petrovich Melnikov, en 1919. En agosto de 1920 la familia emigró desde la Unión Soviética a Manchuria. Ojotín conoció a Konstantín Rodzayevski, fundador del Partido Fascista Ruso, en Harbin en 1932. A finales de 1933, como estudiante del Instituto para Profesores de Harbin, Ojotín se unió al Partido y permaneció como miembro hasta 1943. A principios de 1935, Ojotín sirvió como el gerente de negocios y después gerente de oficina. A finales de 1936 fue nombrado jefe del departamento organizativo del Partido. De 1937 a 1943 fue un miembro del Consejo Supremo.

### Arresto y juicio
Fue arrestado por SMERSH, el departamento ruso de contra-inteligencia, el 7 de septiembre de 1945.
Por casi un año, los órganos de SMERSH y el Ministerio para la Seguridad del Estado condujeron una investigación. Los acusados en un caso fueron combinados como sigue: Grigori Semiónov, Konstantín Rodzayevski, General Lev Vlasievski, General Alekséi Bakshéyev, Iván A. Mijáilov (Ministro de Finanzas en el Gobierno del almirante Aleksandr Kolchak), Lev Ojotín, el príncipe Nikolái Újtomski, y Boris Shepunov. El juicio inició el 26 de agosto de 1946, y fue ampliamente reportado en la prensa soviética. El juicio fue abierto por Vasili Úlrij, el presidente del Colegio Militar de la Corte Suprema de la URSS. A los acusados se les presentaron cargos de agitación antisoviética y propaganda, espionaje contra la Unión Soviética, sabotaje, y terrorismo. Todos los acusados fueron declarados culpables. El 30 de agosto de 1946, el Colegio Militar halló a los acusados culpables, y Ojotín, junto con el príncipe Újtomski, "dado su papel relativamente menor en las actividades antisoviéticas", fueron sentenciados a 15 y 20 años en un campo de trabajo, respectivamente. Ojotín murió en un campo en 1948. 
El 26 de marzo de 1998, el Colegio Militar de la Suprema Corte de la Federación Rusa n.º 043/46 modificó el caso criminal contra todos los acusados, excepto Semenov. De acuerdo con el artículo 58-10 Parte 2 (agitación y propaganda antisoviética) del Código Criminal de la RSFSR, los casos contra todos los acusados fueron desestimados por falta de evidencia. El resto de la sentencia fue ratificado, y los acusados no fueron sujetos a rehabilitación.